# Szwajcaria na Zimowych Igrzyskach Olimpijskich 2010

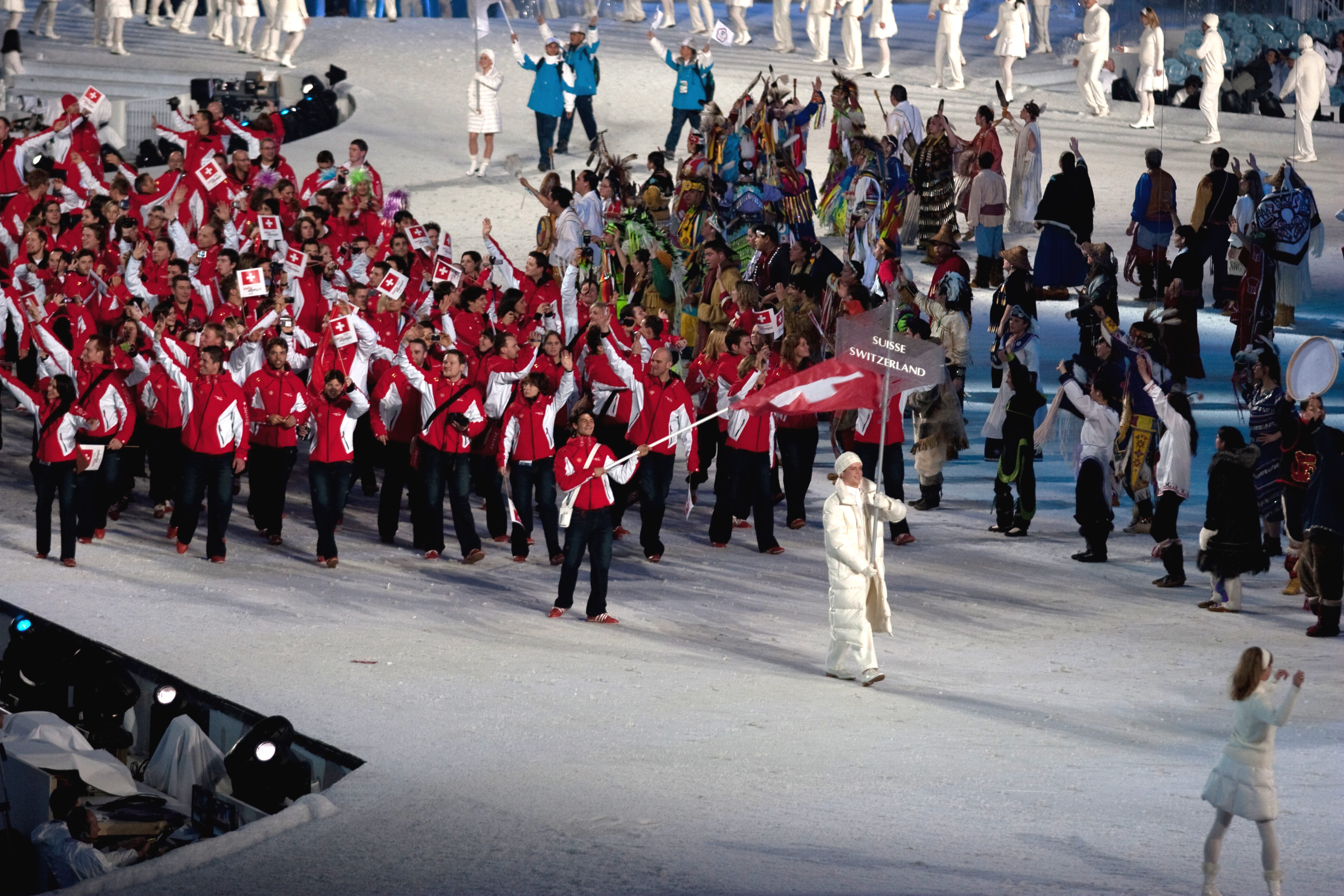
Reprezentacja Szwajcarii podczas uroczystości otwarcia igrzysk

Szwajcarię na Zimowych Igrzyskach Olimpijskich 2010 reprezentowało stu czterdziestu sześciu zawodników.

## Zdobyte medale
| Medal | Zawodnik                                                         | Dyscyplina sportowa   | Konkurencja                    |
| ----- | ---------------------------------------------------------------- | --------------------- | ------------------------------ |
| Złoto | Simon Ammann                                                     | Skoki narciarskie     | Duża skocznia                  |
| Złoto | Simon Ammann                                                     | Skoki narciarskie     | Normalna skocznia              |
| Złoto | Didier Défago                                                    | Narciarstwo alpejskie | Zjazd mężczyzn                 |
| Złoto | Dario Cologna                                                    | Biegi narciarskie     | 15 km stylem dowolnym mężczyzn |
| Złoto | Carlo Janka                                                      | Narciarstwo alpejskie | Gigant mężczyzn                |
| Złoto | Michael Schmid                                                   | Narciarstwo dowolne   | Ski cross mężczyzn             |
| Brąz  | Olivia Nobs                                                      | Snowboarding          | Snowboard cross kobiet         |
| Brąz  | Silvan Zurbriggen                                                | Narciarstwo alpejskie | Kombinacja mężczyzn            |
| Brąz  | Ralph Stöckli Jan Hauser Markus Eggler Simon Strübin Toni Müller | Curling               | Mężczyźni                      |

## Wyniki reprezentantów Szwajcarii

### Biathlon
Mężczyźni
- Claudio Böckli

nie wystartował w żadnej konkurencji
- Thomas Frei

sprint – 13. miejsce
bieg pościgowy – 12. miejsce
bieg indywidualny – 16. miejsce
bieg masowy – 24. miejsce
- Simon Hallenbarter

sprint – 16. miejsce
bieg pościgowy – 43. miejsce
bieg indywidualny – 43. miejsce
- Matthias Simmen

sprint – 26. miejsce
bieg pościgowy – 28. miejsce
bieg indywidualny – 39. miejsce
- Benjamin Weger

sprint – 69. miejsce
bieg indywidualny – 55. miejsce
Kobiety
- Selina Gasparin

sprint – 56. miejsce
bieg pościgowy – 48. miejsce
bieg indywidualny – 40. miejsce

### Bobsleje
Mężczyźni
- Ivo Rüegg, Cédric Grand

Dwójki – 4. miejsce
- Beat Hefti, Thomas Lamparter

Dwójki – DNS
- Daniel Schmid, Jürg Egger

Dwójki – DNS
- Ivo Rüegg, Beat Hefti, Thomas Lamparter, Cédric Grand

Czwórki – 6. miejsce
- Daniel Schmid, Alex Baumann, Christian Aebli, Roman Handschin

Czwórki – DNS
Kobiety
- Sabina Hafner, Caroline Spahni

Czwórki – 12. miejsce
- Fabienne Meyer, Hanne Schenk

Czwórki – 10. miejsce

### Biegi narciarskie
Mężczyźni
- Dario Cologna

15 km stylem dowolnym – 
Bieg łączony – 13. miejsce
- Christoph Eigenmann

Sprint stylem klasycznym – 34. miejsce
- Remo Fischer

15 km stylem dowolnym – 15. miejsce
Bieg łączony – 44. miejsce
- Valerio Leccardi

Sprint stylem klasycznym – 38. miejsce
- Toni Livers

15 km stylem dowolnym – 12. miejsce
Bieg łączony – 22. miejsce
- Curdin Perl

15 km stylem dowolnym – 17. miejsce
Bieg łączony – 20. miejsce
- Eligius Tambornino

Sprint stylem klasycznym – 49. miejsce
- Peter von Allmen

Sprint stylem klasycznym – 43. miejsce
- Dario Cologna
Eligius Tambornino

Sprint drużynowy stylem dowolnym – 11. miejsce
- Toni Livers
Curdin Perl
Remo Fischer
Dario Cologna

sztafeta – 10. miejsce
Kobiety
- Laurence Rochat

30 km stylem klasycznym – DNF
- Doris Trachsel

Sprint stylem klasycznym – 30. miejsce
- Bettina Gruber
Silvana Bucher

Sprint drużynowy stylem dowolnym – 17. miejsce

### Curling

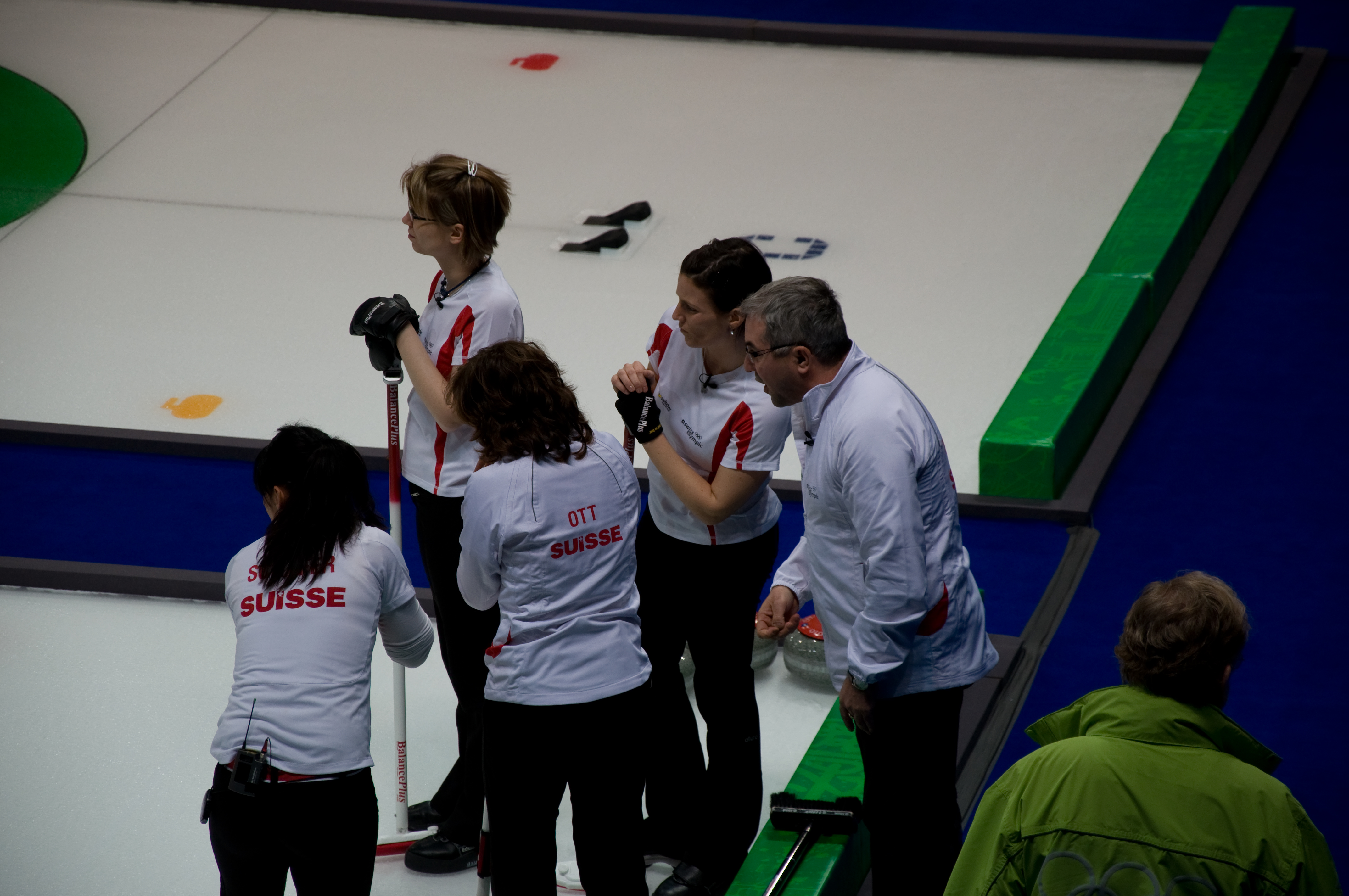
Szwajcarki naradzające się z trenerem

Mężczyźni – 
- Ralph Stöckli
- Jan Hauser
- Markus Eggler
- Simon Strübin
- Toni Müller

Kobiety – 4. miejsce
- Mirjam Ott
- Carmen Schäfer
- Carmen Küng
- Janine Greiner
- Irene Schori

### Hokej na lodzie
Kobiety
- Laura Benz, Sara Benz, Nicole Bullo, Angela Frautschi, Melanie Häfliger, Kathrin Lehmann, Darcia Leimgruber, Julia Marty, Stefanie Marty, Christine Meier, Rahel Michielin, Katrin Nabholz, Lucrèce Nussbaum, Claudia Riechsteiner, Florence Schelling, Dominique Slongo, Anja Stiefel, Sandra Thalmann, Stefanie Wyss, Sabrina Zollinger – 5. miejsce

Mężczyźni
- Andres Ambühl, Severin Blindenbacher, Thomas Déruns, Rafael Diaz, Hnat Domenichelli, Philippe Furrer, Patrick von Gunten, Jonas Hiller, Sandy Jeannin, Romano Lemm, Thibaut Monnet, Thierry Paterlini, Martin Plüss, Ivo Rüthemann, Raffaele Sannitz, Luca Sbisa, Mathias Seger, Julien Sprunger, Mark Streit, Yannick Weber, Roman Wick – 8. miejsce

### Kombinacja norweska
Mężczyźni
- Ronny Heer

Gundersen/HS106 – 11. miejsce
Gundersen/HS140 – 22. miejsce
- Tim Hug

Gundersen/HS106 – 35. miejsce
Gundersen/HS140 – 33. miejsce
- Seppi Hurschler

Gundersen/HS106 – 29. miejsce
Gundersen/HS140 – 31. miejsce
- Thomas Schmid

Gundersen/HS106 – 40. miejsce
Gundersen/HS140 – 16. miejsce
- Seppi Hurschler
Tim Hug
Thomas Schmid
Ronny Heer

Drużynowo – 9. miejsce

### Łyżwiarstwo figurowe
Mężczyźni
- Stéphane Lambiel

soliści – 4. miejsce
Kobiety
- Sarah Meier

solistki – 15. miejsce
Pary
- Anaïs Morand
Antoine Dorsaz

Pary sportowe – 15. miejsce

### Łyżwiarstwo szybkie
Mężczyźni
- Roger Schneider

5000 m – 24. miejsce

### Narciarstwo alpejskie
Mężczyźni
- Marc Berthod

gigant – 29. miejsce
slalom – DNF
- Didier Cuche

zjazd – 6. miejsce
supergigant – 10. miejsce
gigant – 14. miejsce
- Didier Défago

zjazd – 
supergigant – 15. miejsce
kombinacja – DNF
- Marc Gini

slalom – 15. miejsce
- Tobias Grünenfelder

supergigant – 9. miejsce
- Ambrosi Hoffmann

zjazd – 23. miejsce
- Carlo Janka

zjazd – 11. miejsce
supergigant – 8. miejsce
gigant – 
kombinacja – 4. miejsce
- Sandro Viletta

gigant – 15. miejsce
slalom – DNF
kombinacja – 14. miejsce
- Silvan Zurbriggen

slalom – 12. miejsce
kombinacja – 
Kobiety
- Andrea Dettling

supergigant – 12. miejsce
gigant – DNF
kombinacja – 23. miejsce
- Dominique Gisin

zjazd – DNF
- Nadja Kamer

zjazd – 19. miejsce
supergigant – DNF
kombinacja – DNF
- Nadia Styger

zjazd – 12. miejsce
supergigant – 6. miejsce
- Fabienne Suter

zjazd – 5. miejsce
supergigant – 13. miejsce
gigant – 4. miejsce
kombinacja – 6. miejsce

### Narciarstwo dowolne
Mężczyźni
- Christian Hächler

skoki akrobatyczne – 16. miejsce
- Beni Hofer

ski cross – 32. miejsce
- Andreas Isoz

skoki akrobatyczne – 14. miejsce
- Thomas Lambert

skoki akrobatyczne – 12. miejsce
- Conradign Netzer

ski cross – 20. miejsce
- Mike Schmid

ski cross – 
- Richard Spalinger

ski cross – 14. miejsce
- Renato Ulrich

skoki akrobatyczne – 18. miejsce
Kobiety
- Evelyne Leu

skoki akrobatyczne – 16. miejsce
- Sanna Lüdi

ski cross – 35. miejsce
- Katrin Müller

ski cross – 18. miejsce
- Tanja Schärer

skoki akrobatyczne – 19. miejsce
- Fanny Smith

ski cross – 7. miejsce
- Franziska Steffen

ski cross – 29. miejsce

### Saneczkarstwo
Mężczyźni
- Stefan Höhener

jedynki – 32. miejsce
Kobiety
- Martina Kocher

jedynki – 7. miejsce

### Skeleton
Mężczyźni
- Pascal Oswald – 16. miejsce

Kobiety
- Maya Pedersen – 9. miejsce

### Skoki narciarskie
Mężczyźni
- Simon Ammann

Skocznia normalna – 
Skocznia duża – 
- Andreas Küttel

Skocznia normalna – 35. miejsce
Skocznia duża – 24. miejsce

### Snowboard
- Sergio Berger

halfpipe – 25. miejsce
- Fabio Caduff

snowboardcross – 13. miejsce
- Nevin Galmarini

gigant równoległy – 17. miejsce
- Roland Haldi

gigant równoległy – 20. miejsce
- Christian Haller

halfpipe – 36. miejsce
- Marc Iselin

gigant równoległy – 19. miejsce
- Markus Keller

halfpipe – 29. miejsce
- Iouri Podladtchikov

halfpipe – 4. miejsce
- Simon Schoch

gigant równoległy – 5. miejsce
Kobiety
- Ursina Haller

halfpipe – 9. miejsce
- Manuela Pesko

halfpipe – 25. miejsce
- Fränzi Mägert-Kohli

gigant równoległy – 28. miejsce
- Mellie Francon

snowboardcross – 7. miejsce
- Sandra Frei

snowboardcross – 11. miejsce
- Simona Meiler

snowboardcross – 9. miejsce
- Olivia Nobs

snowboardcross – 